# ТЕС Коринф Пауер
ТЕС Коринф Пауер — теплова електростанція у Греції, споруджена на основі використання технології комбінованого парогазового циклу.
Будівництво ТЕС спільно здійснювалось Mytilineos Holdings (за кілька років до того спорудила ТЕС Дістомо) та Motor Oil (Hellas). Остання надала майданчик на території свого нафтопереробного заводу на схід від Коринфа, на північному узбережжі Мегарської затоки. У складі енергоблоку ТЕС, введеного в експлуатацію у 2012 році, встановили турбіни компанії General Electric: газову 9001FB потужністю 290 МВт та парову потужністю 147 МВт. Для охолодження використовується морська вода із Мегарської затоки.